# Wilhelm Pohl (Bildhauer)
Wilhelm Pohl (* 7. Februar 1841 in Aachen; † 18. Oktober 1909 ebenda) war ein deutscher Bildhauer des Historismus. Er führte ab ca. 1872 eine Bildhauerwerkstatt in Aachen, ab 1891 in Gemeinschaft mit Carl Esser.

## Leben und Wirken
Pohl war der Sohn des Klavierbauers und Pianoforte-Fabrikanten Bernhard Pohl in Aachen. Spätestens ab 1872 war er als Bildhauer tätig. Im Jahr 1878 erhielt er für seine bildhauerische Leistung eine Bronzemedaille auf der Aachener Gewerbe-Ausstellung. Ab 1889 spezialisierte sich Pohl auf sakrale Kunst und inserierte unter der Bezeichnung Atelier für christliche Kunst. Zu den Gehilfen seiner Bildhauerwerkstatt zählte von 1872 bis 1877 Gustav Angelo Venth.
Im Jahr 1891 nahm Pohl den 15 Jahre jüngeren Aachener Bildhauer Carl Esser als Teilhaber auf, die gemeinsame Firma lautete Pohl & Esser, Bildhaueratelier für christliche Kunst, Inhaber Wilhelm Pohl und Carl Esser.
Aus dem Jahr 1893 stammt die „romanisierende“ Darstellung des Kalvarienbergs auf dem Platz gegenüber dem Linse-Bau der St.-Jakob-Kirche in Aachen nach Plänen von Heinrich Wiethase, die an andere zeitgenössische Denkmäler erinnert.
Ein wichtiger Tätigkeitsbereich war die Grabmalkunst, der die damit verbundene kunstgeschichtliche Entwicklung aufzeigt. Die Autoren Schild und Janssen unterteilen ihr Werk in drei Schaffensperioden. Die erste charakterisieren Skulpturen; Pohl und Esser rezipierten mittelalterliche, gotische und Renaissance-Kunstwerke. Die Vollendung des Kölner Doms sowie die Restaurierung des Aachener Doms und des Aachener Rathauses beeinflussten ihre Schöpfungen. Zwölf Skulpturen der Rathaus-Fassade stammen aus ihrer Werkstatt.
In der zweiten Periode überwiegen gemäß dem Zeitgeschmack Grabmale ohne Statuen. Bei den Skulpturen nahmen sie sich Bertel Thorvaldsens Christusfigur aus dem Jahr 1821 der Frauenkirche in Kopenhagen zum Vorbild. Die dritte Phase repräsentiert Carl Essers Trauernde und seine idealisierte Rezeption der griechischen Klassik.
Pohl war Mitglied des „Vereins für Kunde aus Aachener Vorzeit“ und des „Aachener Museumsvereins“.

## Werke
Wilhelm Pohl

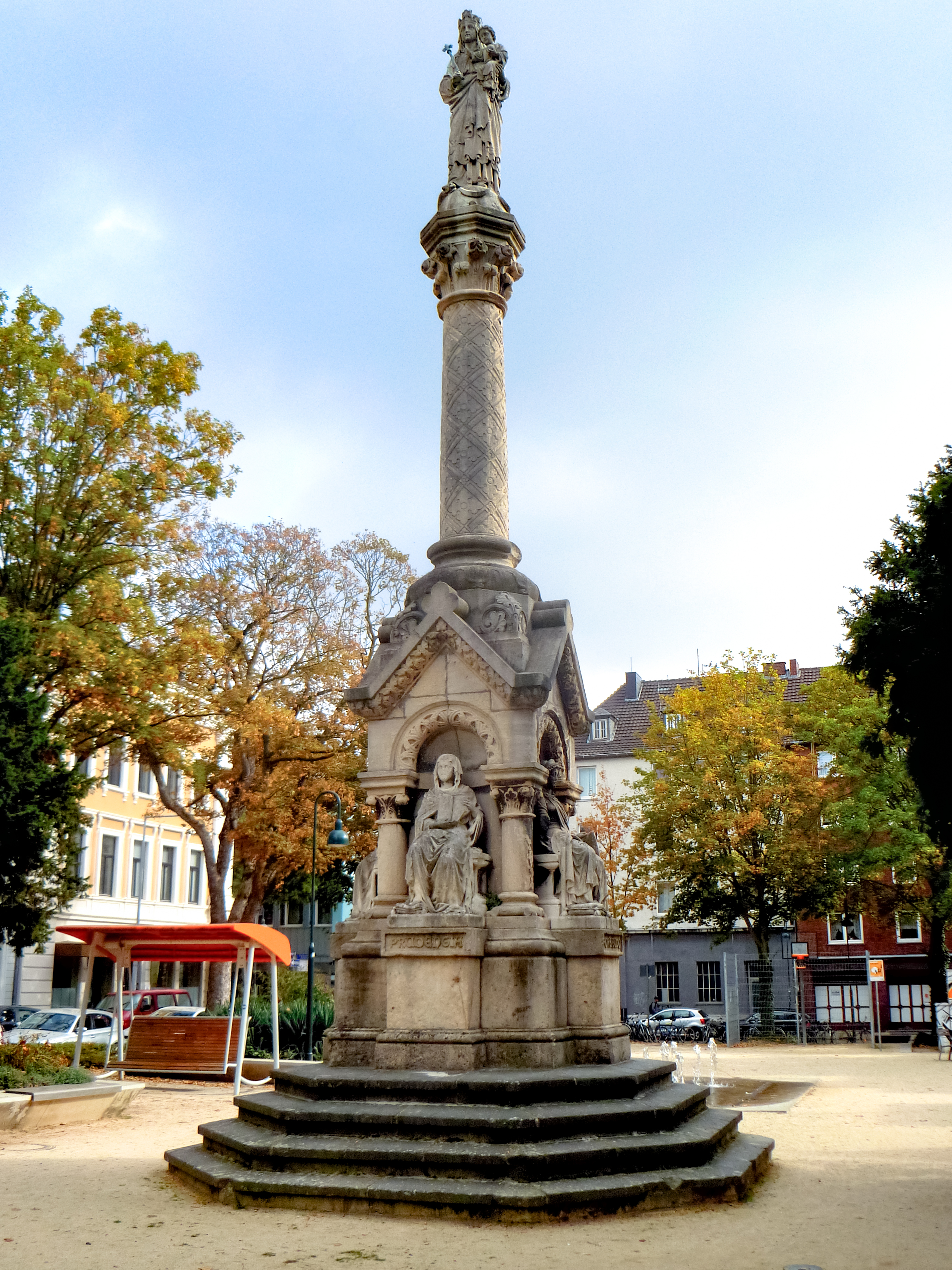
Mariensäule auf dem Rehmplatz

- 1872: Standbild Kaiser Heinrichs II. für den Heinrichsbrunnen in Meiningen
- 1877: Relief der hl. Familie im Tympanon über dem Haupteingang und Herz-Jesu-Statue für den Innenraum der St.-Josef-Kirche in Eupen
- 1886–1889: Sieben Kurfürsten, 1,16 m hohe Sandstein-Kopien der Skulpturen um 1267 an der Fassade des Aachener Grashauses
- 1886: Kreuzwegstationen für den Salvatorberg in Aachen
- 1887: Mariensäule auf dem Rehmplatz in Aachen[5]
- auf dem Ostfriedhof in Aachen:[6]
  - 1868: Pietà in der Grabkapelle des Oberförsters Ferdinand Coomans
  - 1875: Mausoleum mit stehender Skulptur des auferstandenen Christus für die Familie August Heusch
  - 1883: Mausoleum mit Relief der Dormitio für die Familie Johann Joseph Geller
  - 1887: Grabmal für Andreas Ludwig Fey mit Reliefporträt des Verstorbenen und Skulptur des Hl. Vinzenz

Wilhelm Pohl und Carl Esser

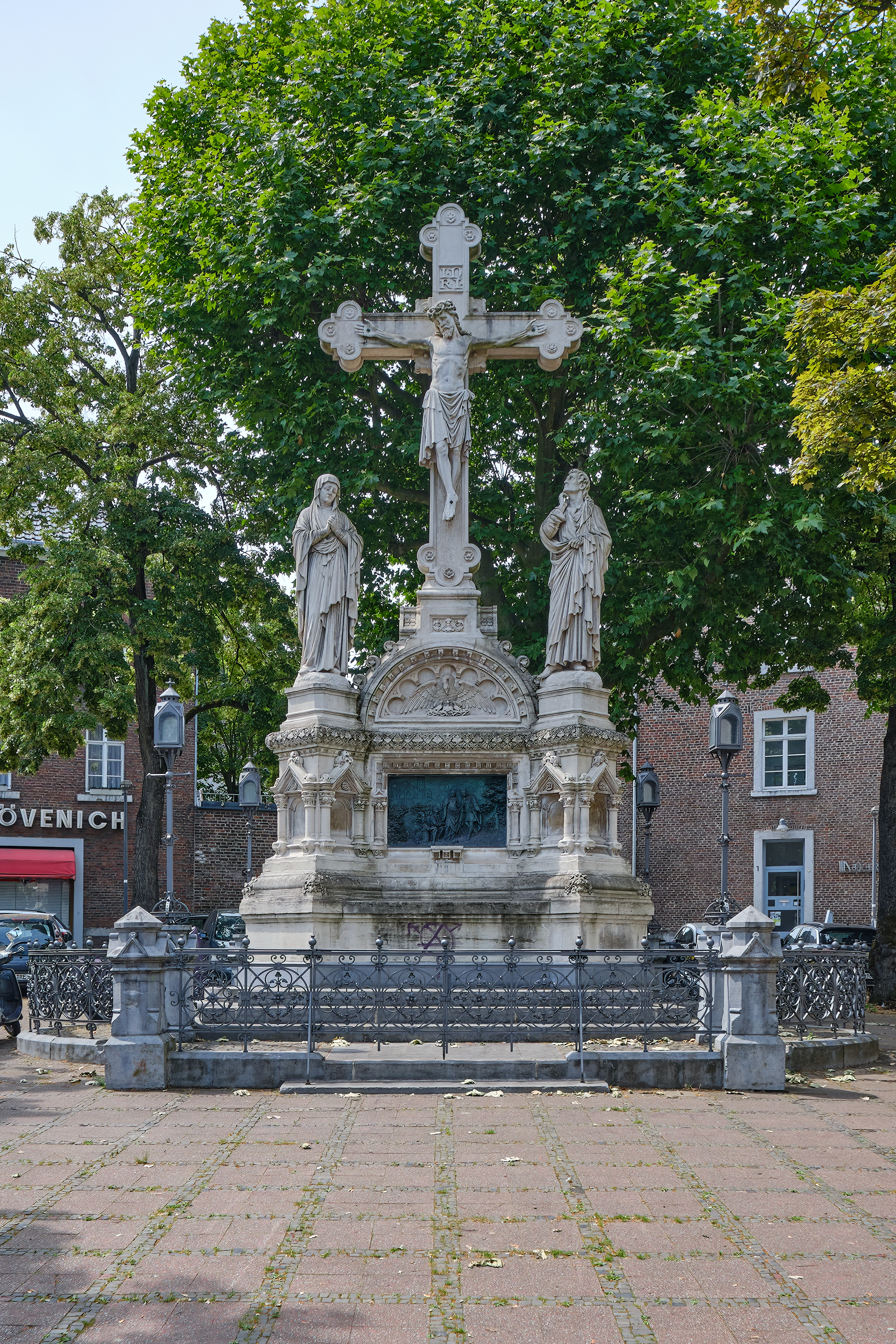
Kalvarienberg vor St. Jakob

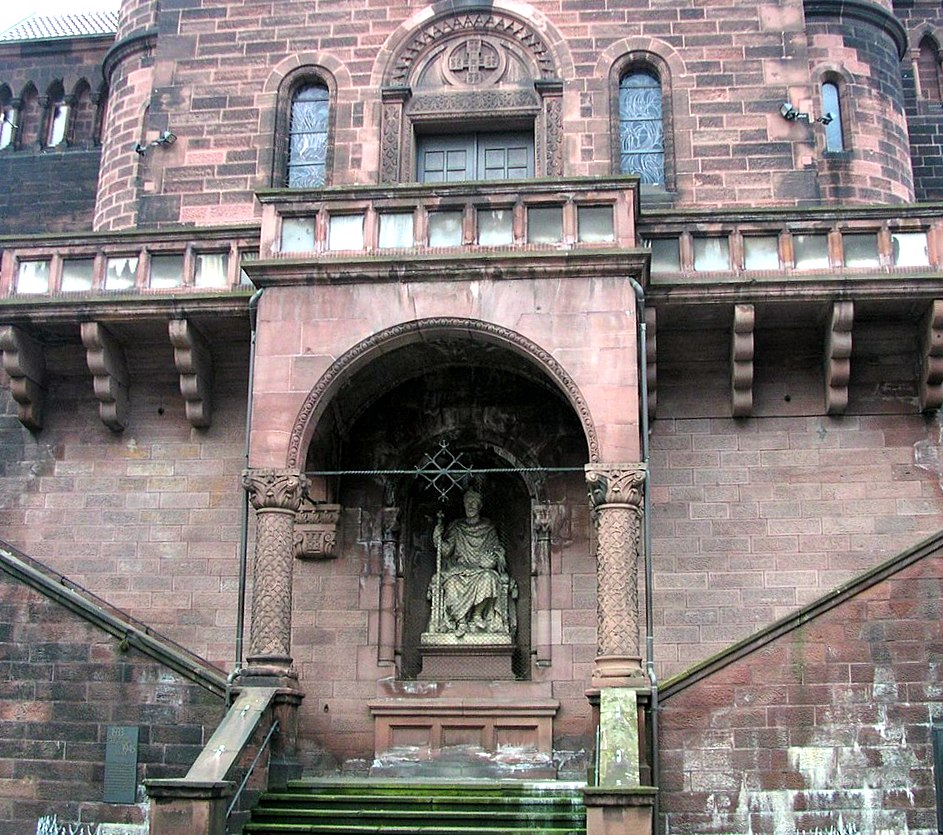
Denkmal Heinrichs II. an der St.-Adalbert-Kirche

- 1893: Kalvarienberg vor der St.-Jakob-Kirche in Aachen[7]
- 1897: Figurengruppe im Giebel der St.-Nikolaus-Kirche in Eupen
- 1899–1900: fünf Königs-Statuen nach eigenen Entwürfen sowie sieben nach den Modellen des Kölner Bildhauers Christian Mohr (Alkuin, Einhard, Benedikt von Aniane, Wibald von Stablo) für die Rathausfassade in Aachen
- um 1900: mehrere Skulpturen auf dem Campo Santo des Aachener Westfriedhofs
- 1903: monumentale Sitzfigur des Kirchenstifters Kaiser Heinrich II. an der St.-Adalbert-Kirche in Aachen
- Kreuzigungsgruppe in rotem Sandstein auf dem Friedhof in Eupen

- auf dem Ostfriedhof in Aachen:[6]
  - 1899: dreiteilige Grabanlage mit Christusskulptur nach Bertel Thorvaldsen für die Familie Felix Ney
  - um 1900: Grabmal aus rotem Granit mit Hochkreuz auf Sockel für die Familie Johann Joseph Steffens
  - 1900–1902: Reliefplatte der Grabanlage für Ernest Victor Hubert Berger sive Schippers (Steinmetzarbeiten von Johannes Baecker nach einem Entwurf von Stadtbaumeister Joseph Laurent)
- auf dem Heißbergfriedhof in Burtscheid:[8]
  - 1899: dreiteiliges Ädikula-Grabmal für die Familie Carl Hommelsheim
  - 1902: dreiteiliges Grabmal für die Familie Heinrich Neuhausen (Kreuz mit Bronzekorpus, polierter schwarzer Granit, Blaustein mit schwarzen Granit als Einfriedung)
  - 1904: dreiteilige Ädikula-Grabanlage mit einem sitzenden trauernden Engel für Johann Oscar Erckens
  - 1907: Grabmal für Mathilda Fuss, Maria Vornachten, Michael und Adele Kermes (Kreuz mit Bronzekorpus auf Hochsockel, polierter schwarzer Granit, Kalkstein-Einfriedung)